# 吳紹
吳紹（1536年—？），字汝復， 浙江嘉興府嘉興縣民籍，秀水縣人，明朝政治人物。吏部尚書吳鵬之子。

## 生平
嘉靖三十七年（1558年）戊午科順天府鄉試第三名舉人。嘉靖三十八年（1559年）聯捷己未科會試第二百二十五名，二甲第十四名進士。歷官員外郎，陞廣東布政使司參議。

## 家族
曾祖吳昭，贈資政大夫吏部尚書；祖父吳方，贈資政大夫吏部尚書；父吳鵬，吏部尚書。母戴氏（封夫人）。具庆下。兄吴継（後軍都督府都事）、吴续、吴缉（中书舍人）。弟吴绅（监生）、吴經、吴纶、吴缵、吴緒、吴绶。

## 佚事
《萬曆野獲編》記載吳紹為少子，兄弟中唯其中第，因此為諸兄辱罵。吳紹忍無可忍，恰其同年張子仁任浙江副使，備兵蘇、松，吳紹便告知子仁，秉公懲治其父吳鵬放任舍人不法之事。